# Eliminatórias da Copa do Mundo FIFA de 2014 - Europa
A zona europeia das eliminatórias para a Copa do Mundo FIFA de 2014 indicou treze representantes para a competição realizada no Brasil. Organizada pela União das Federações Europeias de Futebol (UEFA), contou com a participação de todos os 53 países afiliados. O processo de qualificação iniciou-se em 7 de setembro de 2012, após a conclusão do Campeonato Europeu do mesmo ano.

## Sorteio
O ranking da FIFA de julho de 2011 foi usado para determinar a distribuição das seleções entre os potes. Em consideração das  relações políticas delicadas entre a Armênia e o Azerbaijão, assim como entre a Rússia e a Geórgia, a UEFA solicitou que a FIFA mantivesse política atual não sortear essas equipes em um mesmo grupo. Armênia e Azerbaijão estavam no mesmo pote e, portanto, não poderiam ser emparelhadas. Rússia e Geórgia estavam em potes distintos, mas como as seleções não caíram no mesmo grupo, não foi necessário alterar o sorteio original.
O sorteio dos grupos se realizou no Rio de Janeiro, Brasil, a 30 de julho de 2011.
| Pote 1                                                                                             | Pote 2                                                                                          | Pote 3 | Pote 4                                                                                               | Pote 5 | Pote 6                                                                                               |
| -------------------------------------------------------------------------------------------------- | ----------------------------------------------------------------------------------------------- | --- | --- | --- | --- |
| - Espanha - Países Baixos - Alemanha - Inglaterra - Portugal - Itália - Croácia - Noruega - Grécia | - França - Montenegro - Rússia - Suécia - Dinamarca - Eslovênia - Turquia - Sérvia - Eslováquia | - Suíça - Israel - Irlanda - Bélgica - Tchéquia - Bósnia e Herzegovina - Bielorrússia - Ucrânia - Hungria | - Bulgária - Romênia - Geórgia - Lituânia - Albânia - Escócia - Irlanda do Norte - Áustria - Polónia | - Armênia - Finlândia - Estónia - Chipre - Letónia - Moldávia - Macedônia do Norte - Azerbaijão - Ilhas Faroé | - País de Gales - Liechtenstein - Islândia - Cazaquistão - Luxemburgo - Malta - Andorra - San Marino |

## Primeira fase
A primeira fase foi composta por oito grupos de seis e um grupo de cinco seleções. As nove vencedoras de cada grupo classificaram-se diretamente, enquanto as oito melhores segundo-classificadas disputaram a segunda fase por quatro vagas derradeiras na Copa do Mundo. Foi o mesmo formato de qualificação utilizado em 2010.
|  | Equipes qualificadas para a Copa do Mundo de 2014 |
|  | Equipes qualificadas para a segunda fase          |
|  | Equipes eliminadas                                |

### Grupo A
| Pos | Equipe             | Pts | J  | V | E | D | GP | GC | SG  | Classificado                              |  | BEL | CRO | SRB | SCO | WAL | MKD |
| --- | ------------------ | --- | -- | - | - | - | -- | -- | --- | ----------------------------------------- |  | --- | --- | --- | --- | --- | --- |
| 1   | Bélgica            | 26  | 10 | 8 | 2 | 0 | 18 | 4  | +14 | qualificadas para a Copa do Mundo de 2014 |  | —   | 1–1 | 2–1 | 2–0 | 1–1 | 1–0 |
| 2   | Croácia            | 17  | 10 | 5 | 2 | 3 | 12 | 9  | +3  | qualificadas para a segunda fase          |  | 1–2 | —   | 2–0 | 0–1 | 2–0 | 1–0 |
| 3   | Sérvia             | 14  | 10 | 4 | 2 | 4 | 18 | 11 | +7  | Eliminado                                 |  | 0–3 | 1–1 | —   | 2–0 | 6–1 | 5–1 |
| 4   | Escócia            | 11  | 10 | 3 | 2 | 5 | 8  | 12 | −4  | Eliminado                                 |  | 0–2 | 2–0 | 0–0 | —   | 1–2 | 1–1 |
| 5   | País de Gales      | 10  | 10 | 3 | 1 | 6 | 9  | 20 | −11 | Eliminado                                 |  | 0–2 | 1–2 | 0–3 | 2–1 | —   | 1–0 |
| 6   | Macedônia do Norte | 7   | 10 | 2 | 1 | 7 | 7  | 16 | −9  | Eliminado                                 |  | 0–2 | 1–2 | 1–0 | 1–2 | 2–1 | —   |

### Grupo B
| Pos | Equipe    | Pts | J  | V | E | D | GP | GC | SG  | Classificado                              |  | ITA | DEN | CZE | BUL | ARM | MLT |
| --- | --------- | --- | -- | - | - | - | -- | -- | --- | ----------------------------------------- |  | --- | --- | --- | --- | --- | --- |
| 1   | Itália    | 22  | 10 | 6 | 4 | 0 | 19 | 9  | +10 | qualificadas para a Copa do Mundo de 2014 |  | —   | 3–1 | 2–1 | 1–0 | 2–2 | 2–0 |
| 2   | Dinamarca | 16  | 10 | 4 | 4 | 2 | 17 | 12 | +5  | Eliminado                                 |  | 2–2 | —   | 0–0 | 1–1 | 0–4 | 6–0 |
| 3   | Tchéquia  | 15  | 10 | 4 | 3 | 3 | 13 | 9  | +4  | Eliminado                                 |  | 0–0 | 0–3 | —   | 0–0 | 1–2 | 3–1 |
| 4   | Bulgária  | 13  | 10 | 3 | 4 | 3 | 14 | 9  | +5  | Eliminado                                 |  | 2–2 | 1–1 | 0–1 | —   | 1–0 | 6–0 |
| 5   | Armênia   | 13  | 10 | 4 | 1 | 5 | 12 | 13 | −1  | Eliminado                                 |  | 1–3 | 0–1 | 0–3 | 2–1 | —   | 0–1 |
| 6   | Malta     | 3   | 10 | 1 | 0 | 9 | 5  | 28 | −23 | Eliminado                                 |  | 0–2 | 1–2 | 1–4 | 1–2 | 0–1 | —   |

### Grupo C
| Pos | Equipe      | Pts | J  | V | E | D | GP | GC | SG  | Classificado                              |  | GER | SWE | AUT | IRL | KAZ | FRO |
| --- | ----------- | --- | -- | - | - | - | -- | -- | --- | ----------------------------------------- |  | --- | --- | --- | --- | --- | --- |
| 1   | Alemanha    | 28  | 10 | 9 | 1 | 0 | 36 | 10 | +26 | qualificadas para a Copa do Mundo de 2014 |  | —   | 4–4 | 3–0 | 3–0 | 4–1 | 3–0 |
| 2   | Suécia      | 20  | 10 | 6 | 2 | 2 | 19 | 14 | +5  | qualificadas para a segunda fase          |  | 3–5 | —   | 2–1 | 0–0 | 2–0 | 2–0 |
| 3   | Áustria     | 17  | 10 | 5 | 2 | 3 | 20 | 10 | +10 | Eliminado                                 |  | 1–2 | 2–1 | —   | 1–0 | 4–0 | 6–0 |
| 4   | Irlanda     | 14  | 10 | 4 | 2 | 4 | 16 | 17 | −1  | Eliminado                                 |  | 1–6 | 1–2 | 2–2 | —   | 3–1 | 3–0 |
| 5   | Cazaquistão | 5   | 10 | 1 | 2 | 7 | 6  | 21 | −15 | Eliminado                                 |  | 0–3 | 0–1 | 0–0 | 1–2 | —   | 2–1 |
| 6   | Ilhas Faroé | 1   | 10 | 0 | 1 | 9 | 4  | 29 | −25 | Eliminado                                 |  | 0–3 | 1–2 | 0–3 | 1–4 | 1–1 | —   |

### Grupo D
| Pos | Equipe        | Pts | J  | V | E | D  | GP | GC | SG  | Classificado                              |  | NED | ROU | HUN | TUR | EST | AND |
| --- | ------------- | --- | -- | - | - | -- | -- | -- | --- | ----------------------------------------- |  | --- | --- | --- | --- | --- | --- |
| 1   | Países Baixos | 28  | 10 | 9 | 1 | 0  | 34 | 5  | +29 | qualificadas para a Copa do Mundo de 2014 |  | —   | 4–0 | 8–1 | 2–0 | 3–0 | 3–0 |
| 2   | Romênia       | 19  | 10 | 6 | 1 | 3  | 19 | 12 | +7  | qualificadas para a segunda fase          |  | 1–4 | —   | 3–0 | 0–2 | 2–0 | 4–0 |
| 3   | Hungria       | 17  | 10 | 5 | 2 | 3  | 21 | 20 | +1  | Eliminado                                 |  | 1–4 | 2–2 | —   | 3–1 | 5–1 | 2–0 |
| 4   | Turquia       | 16  | 10 | 5 | 1 | 4  | 16 | 9  | +7  | Eliminado                                 |  | 0–2 | 0–1 | 1–1 | —   | 3–0 | 5–0 |
| 5   | Estónia       | 7   | 10 | 2 | 1 | 7  | 6  | 20 | −14 | Eliminado                                 |  | 2–2 | 0–2 | 0–1 | 0–2 | —   | 2–0 |
| 6   | Andorra       | 0   | 10 | 0 | 0 | 10 | 0  | 30 | −30 | Eliminado                                 |  | 0–2 | 0–4 | 0–5 | 0–2 | 0–1 | —   |

### Grupo E
| Pos | Equipe    | Pts | J  | V | E | D | GP | GC | SG  | Classificado                              |  | SUI | ISL | SVN | NOR | ALB | CYP |
| --- | --------- | --- | -- | - | - | - | -- | -- | --- | ----------------------------------------- |  | --- | --- | --- | --- | --- | --- |
| 1   | Suíça     | 24  | 10 | 7 | 3 | 0 | 17 | 6  | +11 | qualificadas para a Copa do Mundo de 2014 |  | —   | 4–4 | 1–0 | 1–1 | 2–0 | 1–0 |
| 2   | Islândia  | 17  | 10 | 5 | 2 | 3 | 17 | 15 | +2  | qualificadas para a segunda fase          |  | 0–2 | —   | 2–4 | 2–0 | 2–1 | 2–0 |
| 3   | Eslovênia | 15  | 10 | 5 | 0 | 5 | 14 | 11 | +3  | Eliminado                                 |  | 0–2 | 1–2 | —   | 3–0 | 1–0 | 2–1 |
| 4   | Noruega   | 12  | 10 | 3 | 3 | 4 | 10 | 13 | −3  | Eliminado                                 |  | 0–2 | 1–1 | 2–1 | —   | 0–1 | 2–0 |
| 5   | Albânia   | 11  | 10 | 3 | 2 | 5 | 9  | 11 | −2  | Eliminado                                 |  | 1–2 | 1–2 | 1–0 | 1–1 | —   | 3–1 |
| 6   | Chipre    | 5   | 10 | 1 | 2 | 7 | 4  | 15 | −11 | Eliminado                                 |  | 0–0 | 1–0 | 0–2 | 1–3 | 0–0 | —   |

### Grupo F
| Pos | Equipe           | Pts | J  | V | E | D | GP | GC | SG  | Classificado                              |  | RUS | POR | ISR | AZE | NIR | LUX |
| --- | ---------------- | --- | -- | - | - | - | -- | -- | --- | ----------------------------------------- |  | --- | --- | --- | --- | --- | --- |
| 1   | Rússia           | 22  | 10 | 7 | 1 | 2 | 20 | 5  | +15 | qualificadas para a Copa do Mundo de 2014 |  | —   | 1–0 | 3–1 | 1–0 | 2–0 | 4–1 |
| 2   | Portugal         | 21  | 10 | 6 | 3 | 1 | 20 | 9  | +11 | qualificadas para a segunda fase          |  | 1–0 | —   | 1–1 | 3–0 | 1–1 | 3–0 |
| 3   | Israel           | 14  | 10 | 3 | 5 | 2 | 19 | 14 | +5  | Eliminado                                 |  | 0–4 | 3–3 | —   | 1–1 | 1–1 | 3–0 |
| 4   | Azerbaijão       | 9   | 10 | 1 | 6 | 3 | 7  | 11 | −4  | Eliminado                                 |  | 1–1 | 0–2 | 1–1 | —   | 2–0 | 1–1 |
| 5   | Irlanda do Norte | 7   | 10 | 1 | 4 | 5 | 9  | 17 | −8  | Eliminado                                 |  | 1–0 | 2–4 | 0–2 | 1–1 | —   | 1–1 |
| 6   | Luxemburgo       | 6   | 10 | 1 | 3 | 6 | 7  | 26 | −19 | Eliminado                                 |  | 0–4 | 1–2 | 0–6 | 0–0 | 3–2 | —   |

### Grupo G
| Pos | Equipe               | Pts | J  | V | E | D | GP | GC | SG  | Classificado                              |  | BIH | GRE | SVK | LTU | LVA | LIE |
| --- | -------------------- | --- | -- | - | - | - | -- | -- | --- | ----------------------------------------- |  | --- | --- | --- | --- | --- | --- |
| 1   | Bósnia e Herzegovina | 25  | 10 | 8 | 1 | 1 | 30 | 6  | +24 | qualificadas para a Copa do Mundo de 2014 |  | —   | 3–1 | 0–1 | 3–0 | 4–1 | 4–1 |
| 2   | Grécia               | 25  | 10 | 8 | 1 | 1 | 12 | 4  | +8  | qualificadas para a segunda fase          |  | 0–0 | —   | 1–0 | 2–0 | 1–0 | 2–0 |
| 3   | Eslováquia           | 13  | 10 | 3 | 4 | 3 | 11 | 10 | +1  | Eliminado                                 |  | 1–2 | 0–1 | —   | 1–1 | 2–1 | 2–0 |
| 4   | Lituânia             | 11  | 10 | 3 | 2 | 5 | 9  | 11 | −2  | Eliminado                                 |  | 0–1 | 0–1 | 1–1 | —   | 2–0 | 2–0 |
| 5   | Letónia              | 8   | 10 | 2 | 2 | 6 | 10 | 20 | −10 | Eliminado                                 |  | 0–5 | 1–2 | 2–2 | 2–1 | —   | 2–0 |
| 6   | Liechtenstein        | 2   | 10 | 0 | 2 | 8 | 4  | 25 | −21 | Eliminado                                 |  | 1–8 | 0–1 | 1–1 | 0–2 | 1–1 | —   |

### Grupo H
| Pos | Equipe     | Pts | J  | V | E | D  | GP | GC | SG  | Classificado                              |  | ENG | UKR | MNE | POL | MDA | SMR |
| --- | ---------- | --- | -- | - | - | -- | -- | -- | --- | ----------------------------------------- |  | --- | --- | --- | --- | --- | --- |
| 1   | Inglaterra | 22  | 10 | 6 | 4 | 0  | 31 | 4  | +27 | qualificadas para a Copa do Mundo de 2014 |  | —   | 1–1 | 4–1 | 2–0 | 4–0 | 5–0 |
| 2   | Ucrânia    | 21  | 10 | 6 | 3 | 1  | 28 | 4  | +24 | qualificadas para a segunda fase          |  | 0–0 | —   | 0–1 | 1–0 | 2–1 | 9–0 |
| 3   | Montenegro | 15  | 10 | 4 | 3 | 3  | 18 | 17 | +1  | Eliminado                                 |  | 1–1 | 0–4 | —   | 2–2 | 2–5 | 3–0 |
| 4   | Polónia    | 13  | 10 | 3 | 4 | 3  | 18 | 12 | +6  | Eliminado                                 |  | 1–1 | 1–3 | 1–1 | —   | 2–0 | 5–0 |
| 5   | Moldávia   | 11  | 10 | 3 | 2 | 5  | 12 | 17 | −5  | Eliminado                                 |  | 0–5 | 0–0 | 0–1 | 1–1 | —   | 3–0 |
| 6   | San Marino | 0   | 10 | 0 | 0 | 10 | 1  | 54 | −53 | Eliminado                                 |  | 0–8 | 0–8 | 0–6 | 1–5 | 0–2 | —   |

### Grupo I
| Pos | Equipe       | Pts | J | V | E | D | GP | GC | SG  | Classificado                              |  | ESP | FRA | FIN | GEO | BLR |
| --- | ------------ | --- | - | - | - | - | -- | -- | --- | ----------------------------------------- |  | --- | --- | --- | --- | --- |
| 1   | Espanha      | 20  | 8 | 6 | 2 | 0 | 14 | 3  | +11 | qualificadas para a Copa do Mundo de 2014 |  | —   | 1–1 | 1–1 | 2–0 | 2–1 |
| 2   | França       | 17  | 8 | 5 | 2 | 1 | 15 | 6  | +9  | qualificadas para a segunda fase          |  | 0–1 | —   | 3–0 | 3–1 | 3–1 |
| 3   | Finlândia    | 9   | 8 | 2 | 3 | 3 | 5  | 9  | −4  | Eliminado                                 |  | 0–2 | 0–1 | —   | 1–1 | 1–0 |
| 4   | Geórgia      | 5   | 8 | 1 | 2 | 5 | 3  | 10 | −7  | Eliminado                                 |  | 0–1 | 0–0 | 0–1 | —   | 1–0 |
| 5   | Bielorrússia | 4   | 8 | 1 | 1 | 6 | 7  | 16 | −9  | Eliminado                                 |  | 0–4 | 2–4 | 1–1 | 2–0 | —   |

### Segundos classificados
Como um dos grupos foi composto por apenas cinco equipes, para determinar os classificados como melhores em segundo lugar os resultados contra as equipes que finalizaram na última colocação nos grupos de seis seleções não foram considerados.
| Pos | Grp | Equipe    | Pts | J | V | E | D | GP | GC | SG | Classificado                     |
| --- | --- | --------- | --- | - | - | - | - | -- | -- | -- | -------------------------------- |
| 1   | G   | Grécia    | 19  | 8 | 6 | 1 | 1 | 9  | 4  | +5 | qualificadas para a segunda fase |
| 2   | I   | França    | 17  | 8 | 5 | 2 | 1 | 15 | 6  | +9 | qualificadas para a segunda fase |
| 3   | F   | Portugal  | 15  | 8 | 4 | 3 | 1 | 15 | 8  | +7 | qualificadas para a segunda fase |
| 4   | H   | Ucrânia   | 15  | 8 | 4 | 3 | 1 | 11 | 4  | +7 | qualificadas para a segunda fase |
| 5   | C   | Suécia    | 14  | 8 | 4 | 2 | 2 | 15 | 13 | +2 | qualificadas para a segunda fase |
| 6   | E   | Islândia  | 14  | 8 | 4 | 2 | 2 | 15 | 14 | +1 | qualificadas para a segunda fase |
| 7   | D   | Romênia   | 13  | 8 | 4 | 1 | 3 | 11 | 12 | −1 | qualificadas para a segunda fase |
| 8   | A   | Croácia   | 11  | 8 | 3 | 2 | 3 | 9  | 8  | +1 | qualificadas para a segunda fase |
| 9   | B   | Dinamarca | 10  | 8 | 2 | 4 | 2 | 9  | 11 | −2 | Eliminado                        |

1Ranking de outubro de 2013.

## Segunda fase
Nesta etapa, disputada em novembro de 2013, as oito melhores seleções classificadas em segundo lugar nos grupos da primeira fase realizaram partidas no sistema eliminatório em ida e volta. Para determinar os confrontos, o ranking da FIFA de outubro de 2013 foi utilizado, onde as quatro seleções mais bem posicionadas foram emparelhadas com as seleções restantes em sorteio realizado em Zurique, Suíça, a 21 de outubro de 2013. Os quatro vencedores dos confrontos classificaram-se para a Copa do Mundo FIFA de 2014.

### Sorteio
As seguintes seleções participaram da segunda rodada (ordenadas de acordo com o Ranking da FIFA de outubro de 2013):
| Pote 1                                                      | Pote 2                                                     |
| ----------------------------------------------------------- | ---------------------------------------------------------- |
| - Portugal (14) - Grécia (15) - Croácia (18) - Ucrânia (20) | - França (21) - Suécia (25) - Romênia (29) - Islândia (46) |

### Partidas
| Seleção 1 | Total | Seleção 2 | Ida | Volta |
| --------- | ----- | --------- | --- | ----- |
| Portugal  | 4–2   | Suécia    | 1–0 | 3–2   |
| Ucrânia   | 2–3   | França    | 2–0 | 0–3   |
| Grécia    | 4–2   | Romênia   | 3–1 | 1–1   |
| Islândia  | 0–2   | Croácia   | 0–0 | 0–2   |

## Artilharia
| 11 gols (1) - NED Robin van Persie 10 gols (1) - BIH Edin Džeko 8 gols (4) - BIH Vedad Ibišević - GER Mesut Özil - POR Cristiano Ronaldo - SWE Zlatan Ibrahimović 7 gols (1) - ENG Wayne Rooney 6 gols (5) - AUT David Alaba - IRL Robbie Keane - ISR Eden Ben Basat - ISR Tomer Hemed - POR Hélder Postiga 5 gols (13) - BIH Zvjezdan Misimović - FRA Franck Ribéry - GER Marco Reus - GRE Konstantinos Mitroglou - ITA Mario Balotelli - NED Jeremain Lens - NED Rafael van der Vaart - ROU Ciprian Marica - RUS Aleksandr Kerzhakov - SVN Milivoje Novakovič - TUR Burak Yılmaz - TUR Umut Bulut - UKR Andriy Yarmolenko 4 gols (23) - ARM Yura Movsisyan - BEL Kevin De Bruyne - CRO Mario Mandžukić - DEN Daniel Agger - ENG Danny Welbeck - ENG Frank Lampard - ESP Pedro - GER André Schürrle - GER Mario Götze - GER Miroslav Klose - GER Thomas Müller - GRE Dimitris Salpingidis - HUN Balázs Dzsudzsák - ISL Kolbeinn Sigþórsson - ITA Pablo Osvaldo - MNE Andrija Delibašić - MNE Dejan Damjanović - POL Jakub Błaszczykowski - POR Bruno Alves - RUS Aleksandr Kokorin - SRB Aleksandar Kolarov - UKR Marko Dević - WAL Gareth Bale 3 gols (30) - ARM Henrikh Mkhitaryan - AUT Marc Janko - AUT Martin Harnik - BIH Miralem Pjanić - BUL Aleksandar Tonev - BUL Stanislav Manolev - DEN Nicklas Bendtner - ENG Jermain Defoe - ESP Álvaro Negredo - GER Toni Kroos - ISL Birkir Bjarnason - IRL Jonathan Walters - ISL Gylfi Sigurðsson - ISL Jóhann Berg Guðmundsson - MDA Eugen Sidorenco - NED Arjen Robben - POL Robert Lewandowski - ROU Gabriel Torje - RUS Roman Shirokov - RUS Viktor Fayzulin - SRB Filip Đuričić - SUI Fabian Schär - SVK Marek Sapara - SVK Martin Jakubko - SWE Johan Elmander - UKR Roman Bezus - UKR Yevhen Khacheridi - UKR Yevhen Konoplyanka - UKR Yevhen Seleznyov - WAL Aaron Ramsey 2 gols (88) - ALB Edgar Çani - ALB Hamdi Salihi - ALB Valdet Rama - ARM Aras Özbiliz - ARM Karlen Mkrtchyan - AUT Andreas Ivanschitz - AUT Philipp Hosiner - AUT Zlatko Junuzović - AZE Ruslan Abishov - BEL Christian Benteke - BEL Eden Hazard - BEL Kevin Mirallas - BEL Romelu Lukaku - BEL Vincent Kompany - BUL Emil Gargorov - BUL Ivelin Popov - CRO Eduardo da Silva - CYP Efstathios Aloneftis - CZE Matěj Vydra - CZE Tomáš Pekhart - DEN Morten Rasmussen - ENG Alex Oxlade-Chamberlain - ENG Daniel Sturridge - ENG Steven Gerrard - ESP Jordi Alba - ESP Sergio Ramos - EST Konstantin Vassiljev - FIN Teemu Pukki - FRA Karim Benzema - FRA Mamadou Sakho - FRA Olivier Giroud - GER Per Mertesacker - GRE Theofanis Gekas - HUN Ádám Szalai - HUN Dániel Böde - HUN Tamás Hajnal - HUN Vladimir Koman - HUN Zoltán Gera - ISL Alfreð Finnbogason - ITA Daniele De Rossi - KAZ Andrei Finonchenko - KAZ Kairat Nurdauletov - LTU Deivydas Matulevičius - LTU Edgaras Česnauskis - LVA Aleksandrs Cauņa - LUX Aurélien Joachim - LUX Daniel da Mota - LUX Stefano Bensi - MDA Alexandru Antoniuc - MKD Agim Ibraimi | 2 gols (continuação) - MLT Michael Mifsud - MNE Elsad Zverotić - MNE Fatos Bećiraj - MNE Mirko Vučinić - MNE Stevan Jovetić - NED Bruno Martins Indi - NED Klaas-Jan Huntelaar - NED Ruben Schaken - NIR Gareth McAuley - NIR Martin Paterson - NOR Brede Hangeland - NOR Joshua King - NOR Tarik Elyounoussi - POL Adrian Mierzejewski - POL Łukasz Piszczek - POL Piotr Zieliński - POR Silvestre Varela - ROU Bogdan Stancu - ROU Costin Lazăr - RUS Aleksandr Samedov - RUS Denis Glushakov - SCO Robert Snodgrass - SRB Dušan Tadić - SRB Zoran Tošić - SUI Gökhan İnler - SUI Mario Gavranović - SUI Stephan Lichtsteiner - SUI Xherdan Shaqiri - SVK Marek Hamšík - SVN Tim Matavž - SUI Granit Xhaka - SWE Alexander Kačaniklić - SWE Rasmus Elm - SWE Tobias Hysén - TUR Mevlüt Erdinç - TUR Selçuk İnan - UKR Artem Fedetskiy - UKR Roman Zozulya 1 gol (222) - ALB Armando Sadiku - ALB Erjon Bogdani - ALB Odise Roshi - ARM Artur Sarkisov - AUT György Garics - AUT Sebastian Prödl - AZE Mahir Shukurov - AZE Rahid Amirguliyev - AZE Rauf Aliyev - AZE Rufat Dadashov - AZE Vagif Javadov - BEL Guillaume Gillet - BEL Jan Vertonghen - BEL Marouane Fellaini - BEL Steven Defour - BIH Ermin Bičakčić - BIH Haris Medunjanin - BIH Izet Hajrović - BIH Senad Lulić - BLR Anton Putsila - BLR Dmitry Verkhovtsov - BLR Egor Filipenko - BLR Renan Bardini Bressan - BLR Sergei Kornilenko - BLR Stanislaw Drahun - BLR Timofei Kalachev - BUL Dimitar Rangelov - BUL Georgi Milanov - BUL Ivan Ivanov - BUL Radoslav Dimitrov - CRO Darijo Srna - CRO Dejan Lovren - CRO Ivan Perišić - CRO Ivan Rakitić - CRO Ivica Olić - CRO Nikica Jelavić - CRO Niko Kranjčar - CRO Vedran Ćorluka - CYP Constantinos Makrides - CYP Vincent Laban - CZE Bořek Dočkal - CZE David Lafata - CZE Jan Rezek - CZE Libor Kozák - CZE Petr Jiráček - CZE Theodor Gebre Selassie - CZE Tomáš Hübschman - CZE Tomáš Rosický - CZE Václav Kadlec - DEN Andreas Bjelland - DEN Andreas Cornelius - DEN Leon Andreasen - DEN Michael Krohn-Dehli - DEN Nicki Bille Nielsen - DEN Niki Zimling - DEN Simon Kjær - DEN William Kvist - ENG Andros Townsend - ENG Ashley Young - ENG James Milner - ENG Leighton Baines - ENG Rickie Lambert - ESP Juan Mata - ESP Roberto Soldado - ESP Xavi - EST Andres Oper - EST Henri Anier - EST Joel Lindpere - EST Tarmo Kink - FIN Kasper Hämäläinen - FIN Roman Eremenko - FRA Abou Diaby - FRA Christophe Jallet - FRA Étienne Capoue - FRA Mathieu Valbuena - FRA Paul Pogba - FRA Samir Nasri - FRO Arnbjørn Hansen - FRO Fróði Benjaminsen - FRO Hallur Hansson - FRO Rógvi Baldvinsson - GEO Alexander Kobakhidze - GEO Guram Kashia - GEO Tornike Okriashvili - GER İlkay Gündoğan - GER Sami Khedira - GRE Giorgos Karagounis - GRE Lazaros Christodoulopoulos - GRE Nikos Spiropoulos - GRE Sotiris Ninis - HUN Krisztián Németh - HUN Nemanja Nikolić - HUN Roland Juhász - HUN Tamás Priskin - HUN Vilmos Vanczák - IRL Andy Keogh - IRL Darren O'Dea - IRL John O'Shea | 1 gol (continuação) - IRL Marc Wilson - IRL Kevin Doyle - ISL Kári Árnason - ISR Bibras Natkho - ISR Eran Zahavi - ISR Itay Shechter - ISR Lior Refaelov - ISR Maharan Radi - ISR Maor Melikson - ISR Rami Gershon - ITA Alberto Aquilani - ITA Alberto Gilardino - ITA Alessandro Florenzi - ITA Andrea Pirlo - ITA Federico Peluso - ITA Giorgio Chiellini - ITA Riccardo Montolivo - ITA Mattia Destro - KAZ Dmitriy Shomko - KAZ Heinrich Schmidtgal - LVA Artūrs Zjuzins - LVA Edgars Gauračs - LVA Kaspars Gorkšs - LVA Māris Verpakovskis - LVA Nauris Bulvītis - LVA Renārs Rode - LVA Valērijs Šabala - LVA Vladimirs Kamešs - LIE Martin Büchel - LIE Mathias Christen - LIE Michele Polverino - LTU Darvydas Šernas - LTU Fiodor Černych - LTU Marius Žaliūkas - LTU Saulius Mikoliūnas - LTU Tadas Kijanskas - LUX Mathias Jänisch - MDA Alexandru Epureanu - MDA Alexandru Suvorov - MDA Artur Ioniță - MDA Igor Armaș - MDA Serghei Dadu - MDA Viorel Frunză - MKD Adis Jahović - MKD Aleksandar Trajkovski - MKD Ivan Tričkovski - MKD Jovan Kostovski - MKD Nikolče Noveski - MLT Clayton Failla - MLT Edward Herrera - MLT Roderick Briffa - MNE Luka Đorđević - MNE Nikola Drinčić - NED Kevin Strootman - NED Luciano Narsingh - NED Wesley Sneijder - NIR David Healy - NIR Dean Shiels - NIR Jamie Ward - NIR Niall McGinn - NIR Steven Davis - NOR Daniel Braaten - NOR John Arne Riise - NOR Markus Henriksen - NOR Tom Høgli - POL Jakub Kosecki - POL Jakub Wawrzyniak - POL Łukasz Teodorczyk - POL Kamil Glik - POL Waldemar Sobota - POR Fábio Coentrão - POR Hugo Almeida - POR Nani - POR Ricardo Costa - ROU Adrian Mutu - ROU Alexandru Chipciu - ROU Alexandru Maxim - ROU Claudiu Keserü - ROU Cristian Tănase - ROU Gheorghe Grozav - ROU Mihai Pintilii - ROU Valerică Găman - RUS Vasili Berezutski - SCO Grant Hanley - SCO Ikechi Anya - SCO James Morrison - SCO Kenny Miller - SCO Shaun Maloney - SCO Steven Naismith - SMR Alessandro Della Valle - SRB Aleksandar Mitrović - SRB Branislav Ivanović - SRB Dušan Basta - SRB Filip Đorđević - SRB Lazar Marković - SRB Miralem Sulejmani - SRB Stefan Šćepović - SUI Blerim Džemaili - SUI Haris Seferović - SUI Michael Lang - SUI Tranquillo Barnetta - SVN Andraž Kirm - SVN Boštjan Cesar - SVN Josip Iličić - SVN Kevin Kampl - SVN Marko Šuler - SVN Rene Krhin - SVN Valter Birsa - SVK Ján Ďurica - SVK Kornel Saláta - SVK Viktor Pečovský - SWE Anders Svensson - SWE Marcus Berg - SWE Martin Olsson - SWE Mikael Lustig - TUR Arda Turan - TUR Emre Belözoğlu - UKR Denys Harmash - UKR Edmar - UKR Oleh Husyev - UKR Vitaliy Mandzyuk - UKR Yaroslav Rakitskiy - WAL Hal Robson-Kanu - WAL Simon Church Gols-contra (12) - AND Ildefons Lima (para a Hungria) - BLR Igor Shitov (para a Finlândia) - CYP Georgios Vasileiou (para a Islândia) - EST Ragnar Klavan (para a Hungria) - FIN Joona Toivio (para a França) - FRO Pól Jóhannus Justinussen (para a Irlanda) - GRE Vasilis Torosidis (para a Romênia) - KAZ Dmitriy Shomko (para a Irlanda) - HUN Szilárd Devecseri (para os Países Baixos) - MNE Branko Bošković (para a Inglaterra) - SMR Alessandro Della Valle (para a Inglaterra) - SVK Martin Škrtel (para a Grécia) |